# Чешуйчатая кость

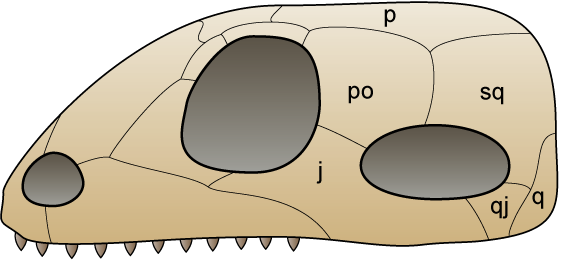
Схематическое изображение черепа синапсида, показывающее расположение основных костей черепа. Чешуйчатая кость обозначена как Sq

Чешуйчатая кость (лат. os squamosa) — парная кость черепа, встречающаяся у большинства рептилий, амфибий и птиц. У рыб она также называется птеротической костью.
У большинства четвероногих чешуйчатые и квадратно-скуловые кости образуют щёчный ряд черепа. Кость является унаследованным компонентом кожной крыши и обычно тоньше по сравнению с другими костями черепа.

## Анатомия
Чешуйчатая кость лежит вентрально от височного ряда и ушного отверстия и спереди граничит с заглазничной костью. Сзади сочленяется с квадратной и крыловидной костями. Антеро-вентрально соединяется со скуловой, а вентрально — с квадратно-скуловой костями.

### Рептилии

Кости крыши черепа на примере темноспондильного Xenotosuchus

У рептилий квадратная и сочленовная кости черепа соединяются, образуя челюстной сустав. Чешуйчатая кость лежит спереди от квадратной кости.

### Синапсиды
У синапсид, не относящихся к млекопитающим, челюсть состоит из четырёх костных элементов и называется квадратно-сочленовной челюстью, поскольку сустав находится между сочленовной и квадратной костями. У терапсид челюсть упрощена до сочленения между нижнечелюстной и чешуйчатой частями височной кости и называется дентарно-чешуйчатой челюстью.

#### Млекопитающие
У многих млекопитающих, включая человека, чешуйчатая кость сливается с периотической костью и слуховым бугорком, образуя височную кость, которую называют чешуйчатой частью височной кости (лат. pars squamata).
У млекопитающих квадратная кость эволюционирует, образуя наковальню, одну из косточек уха млекопитающих. Точно так же развивается сочленовная кость, образуя молоточек. Чешуйчатая кость сдвигается и удлиняется, чтобы стать новой точкой сочленения с нижней челюстью. 